# پادرنو دونیانو
پادرنو دونیانو (به ایتالیایی: Paderno Dugnano) یک کومونه در ایتالیا است که در استان میلان واقع شده‌است.

## خصوصیات
پادرنو دونیانو ۱۴٫۱۰ کیلومترمربع مساحت و ۴۷٬۷۹۹ نفر جمعیت دارد و ۱۶۳ متر بالاتر از سطح دریا واقع شده‌است.

## خواهرخوانده
شهر اینجییا خواهرخواندهٔ پادرنو دونیانو هست.